# Bistrispinaria magniceps
Bistrispinaria magniceps är en tvåvingeart som först beskrevs av Mario Bezzi 1918.  Bistrispinaria magniceps ingår i släktet Bistrispinaria och familjen borrflugor. Inga underarter finns listade.